# لوكا برينيولي
لوكا برينيولي (بالإيطالية: Luca Brignoli)‏ هو لاعب كرة قدم إيطالي في مركز حراسة المرمى، ولد في 12 يناير 1983 في بيرغامو في إيطاليا. لعب مع أتالانتا ونادي بوتيف بلوفديف ونادي رافينا ونادي لوميتساني.

## وصلات خارجية
- لوكا برينيولي على موقع قاعدة بيانات كرة القدم.إي يو (الإنجليزية)
- لوكا برينيولي على موقع Soccerway.com (الإنجليزية)